# Talbrücke Werratal (A 71)
Die Talbrücke Werratal ist mit 1194,4 m die längste Brücke der Bundesautobahn 71 und war bis zur Fertigstellung der Ilmtalbrücke der Neubaustrecke Ebensfeld–Erfurt die längste Thüringens. 
Die Brücke liegt bei Kilometer 149,5 zwischen den Anschlussstellen Meiningen-Nord und Meiningen-Süd und überspannt bei Einhausen in einer Höhe von maximal 34 m mit 18 Feldern das Tal der Werra mit der Bundesstraße 89 und der Bahnstrecke Grimmenthal–Themar. Das Bauwerk hat einen Grundrissradius von 1000 m, bei einem Längsgefälle von 1,3 % Richtung Süden. Gebaut wurde die Brücke mit zwei getrennten Überbauten zwischen den Jahren 2000 und 2003 bei Kosten von ungefähr 25 Millionen Euro.

## Gründung und Unterbauten
Das nördliche Widerlager ist flach, das südliche auf Großbohrpfählen mit einem Durchmesser von 1,5 m gegründet. Die Pfähle unter den 17 Pfeilerachsen haben einen Durchmesser von 1,2 m. Die achteckigen Pfeiler mit einer maximalen Höhe von 28,5 m haben einen Vollquerschnitt und besitzen zur Aufnahme der Lager auf den letzten 7,5 m bis zur Unterkante des Überbaus eine Aufweitung zu einer markanten Y-Form. 

## Überbauten

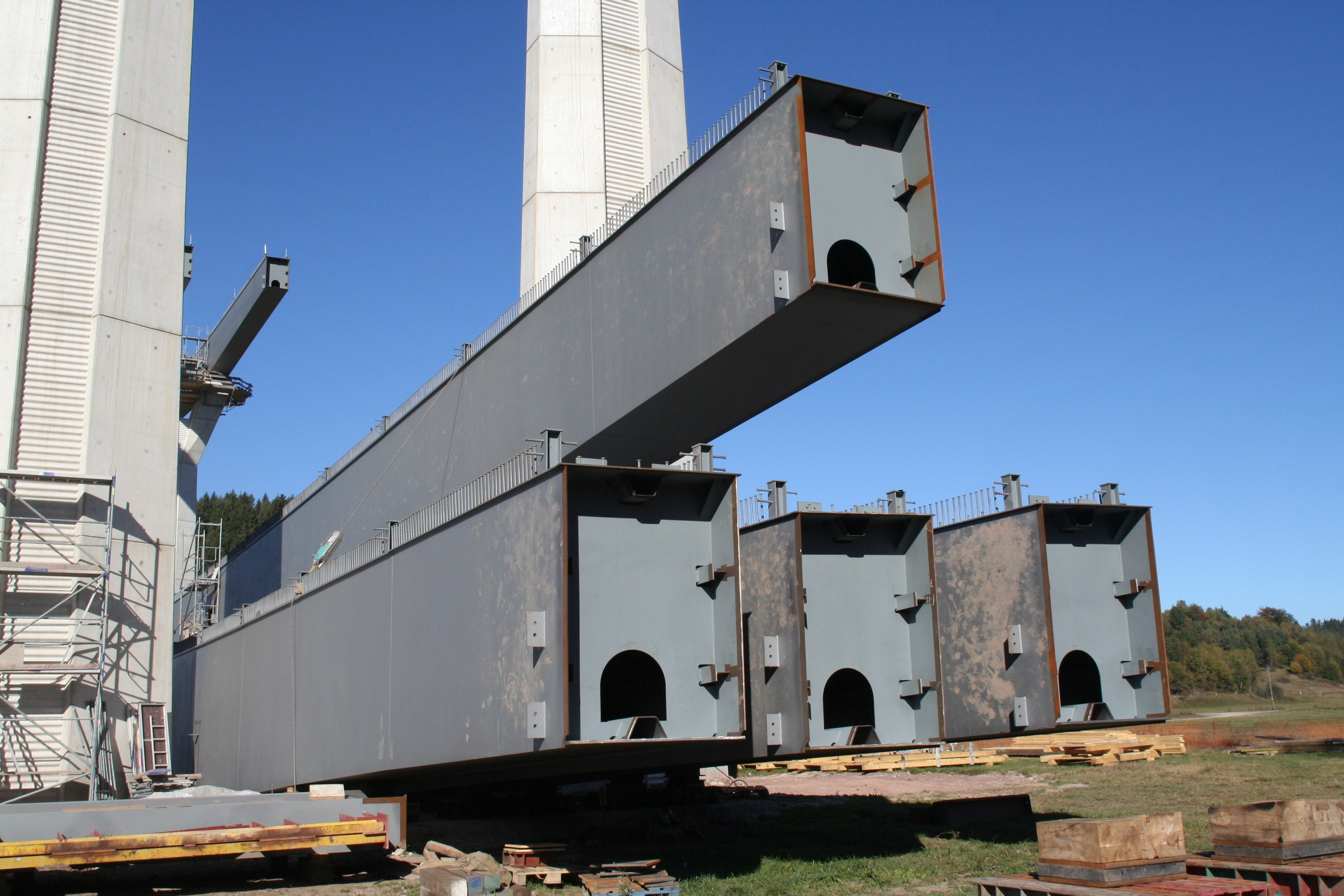
Stahlkästen mit Kopfbolzendübeln

Die beiden nebeneinanderliegenden Überbauten der Stahlverbundbrücke haben als Bauwerkssystem in Längsrichtung den Durchlaufträger, in Querrichtung sind sie als zweistegige Plattenbalkenquerschnitte ausgebildet. Die zwei Hauptträger der Plattenbalken bestehen aus luftdicht verschweißten Stahlhohlkästen, welche gevoutet mit Konstruktionshöhen von 2,1 m bis 4,85 m ausgebildet sind. Der Verbund mit der 28,5 m breiten Stahlbetonfahrbahnplatte erfolgt durch Kopfbolzendübel. Die Stützweiten der beiden 18-feldrigen Überbauten betragen 50 m + 61 m + 65 m + 70 m + 75 m + 75 m + 80 m + 85 m + 80 m + 75 m + 70 m + 65,3 m + 4 × 62,72 m + 55,22 m + 37,0 m.

## Ausführung
Die Stahlkästen der Hauptträger wurden in Längen von 31 m bis maximal 50 m mit LKW angeliefert. Mit einem Autokran wurden diese dann eingehoben und anschließend miteinander verschweißt. Bei längeren Brückenfeldern erfolgte vor dem Einheben das Verschweißen von zwei Segmenten vorab. Abschließend wurde die Stahlbetonfahrbahnplatte mit zwei Schalwagen abschnittsweise hergestellt, wobei zuerst die Fahrbahnplatte in den Feldmitten hergestellt wurde und anschließend die Lücken über den Stützbereichen.